# Лора (фильм, 1979)
«Лора» (фр. Laura, les ombres de l'été) — французская романтическая драма 1979 года, снятая Дэвидом Хэмилтоном.

## Сюжет
40-летний скульптор Поль влюбляется в 15-летнюю Лору, дочь своей давней знакомой и любовницы. Лора учится в балетной школе. Поль упрашивает её позировать для своей работы, но сначала её мать (актриса Мод Адамс) не соглашается, но зато много её фотографирует в обнажённом виде для создания скульптуры по фотографии. Лора неожиданно тоже влюбляется в Поля. Затем с Полем происходит несчастный случай, в результате которого Поль теряет зрение и не может завершить свою работу. Лора приходит к Полю и помогает ему доделать скульптуру на ощупь.

## Актёры
- Мод Адамс — Сара Мур
- Дон Данлап — Лора Мур
- Джеймс Митчелл — Пол Томас Уайлер
- Петр Londiche — Ришар
- Тьерри Redler — Коста
- Луиза Винсент — директор
- Билл Милли — балетмейстер
- Морин Kerwin — Мартин Ройэр
- Катя Кофет — Клоди
- Луиза Винсент — мадам Флори
- Лучано — Тимоте Сега
- Бернар Дайенкур — Доктор Бенуа
- Гунилла Астром — Диана